# Elia
För andra betydelser, se Elia (olika betydelser).

Elia far till himlen i en eldvagn (ikon, 1400-talet)

Elia (hebreiska Eli jáhu eller Elija; arameiska אליא; arabiska: إلياس Ilyas; persiska: ایلیا Ilyah) är enligt Bibelns texter en profet i Israel. Han nämns i både Gamla testamentet, som en av de tidigaste profeterna, och i Nya testamentet, samt i Koranen under namnet Ilyas. Elia anses ha levt på konung Ahabs tid omkring 870 f. Kr. 
Utifrån en profetia i Gamla testamentet väntar många judar på hans återvändo som en företrädare inför ankomsten av Messias.
Elia utmanade Baals prästerskap och bevisade för israeliterna att hans Gud var den sanne guden genom att mirakulöst framkalla eld på berget Karmel. Han vänder sig emot avgudadyrkan och ådrar sig drottning Isebels vrede. När hon försöker döda honom, och han mediterar i öknen mottar han ett budskap av Gud. 
I Kungaböckerna står det bland annat att Elia väcktes från döden och även tog med sig eld från himlen. Vid slutet av sitt liv dör han inte, utan förs upp till himlen i en brinnande vagn i en virvelvind (2 Kungaboken 2) varpå Elisha bokstavligen tar upp hans fallna mantel (2 Kungaboken 2:13) och fortsätter i Elias spår. Uttrycket "axla [någons] mantel" härstammar från denna berättelse.
Elia nämns i Nya testamentet i samband med att Jesus tillsammans med lärjungarna Petrus, Jakob och Johannes vistas på förklaringsberget (Matteus kapitel 17). Där anses det även att Johannes Döparen  var Elia. (Matteus 11: 14). 
I Sverige har namnformen Elias använts sedan 1200-talet. Namnsdagen är den 17 april.
Elia förekommer i Erik Axel Karlfeldts dikt Elie himmelsfärd som ingår i diktsamlingen Fridolins lustgård från 1901. "Här åker sankt Elia upp till himmelens land..."